# Bergkerk (Eisenstadt)
De Bergkerk, ook Haydnkerk als vernoeming naar Joseph Haydn (Duits: Bergkirche, ook  Haydnkirche), is een katholieke kerk in Eisenstadt, de hoofdstad van de Oostenrijkse deelstaat Burgenland. Het kerkgebouw werd gebouwd in het begin van de 18e eeuw in opdracht van de magnaat Paul Esterházy. De familie Esterházy resideerde destijds in Eisenstadt en het Slot Esterházy ligt op slechts korte afstand van de kerk.

## Geschiedenis
Met de bouw van de aan de Maria-Visitatie gewijde bedevaartskerk werd in 1715 naar de ideeën van prins Paul Esterházy begonnen. Esterházy maakte de bouw zelf niet meer mee, want hij stierf al in 1713 aan de pest. Er werd een enorme kerk gepland en de huidige kerk stelt slechts het oorspronkelijk geplande presbyterium voor. De bouw ging zeer traag en toen in 1782 keizer Jozef II een verbod op bedevaarten uitvaardigde was het helemaal gebeurd met de voortgang. De naast de calvarieberg wonende Franciscanen werden verdreven en hun klooster werd opgeheven.
Boven het hoogaltaar werd een groot schilderij, een kopie van Stefan Dorffmeister, van het bezoek van Maria aan haar nicht Elisabeth aangebracht. Het plafond werd versierd met fresco's van Christian Köpp uit 1772. Het orgel werd in 1797 door de Weense orgelbouwer Johann Gottfried Malleck gebouwd. Het werd in 1950 verbouwd door Rieger uit Schwarzach en in 1993 door Karl Schuke uit Potsdam gerestaureerd. Het bezit 36 registers verdeeld over drie manualen en pedaal.

## Haydnkerk
De kerk wordt ook wel Haydnkerk (Haydnkirche) genoemd, als vernoeming naar Joseph Haydn. Hij speelde op zeven orgels in Eisenstadt, waaronder op het Malleck-orgel.
Onder de noordelijke toren bevindt zich het graf van Joseph Haydn, dat veelvuldig door muziekliefhebbers uit alle delen van de wereld wordt bezocht. Daarnaast is er in Eisenstadt het Haydn-Haus. Hier woonde hij van 1766 tot 1778. Tegenwoordig is het ingericht als museum.

## Genadekapel

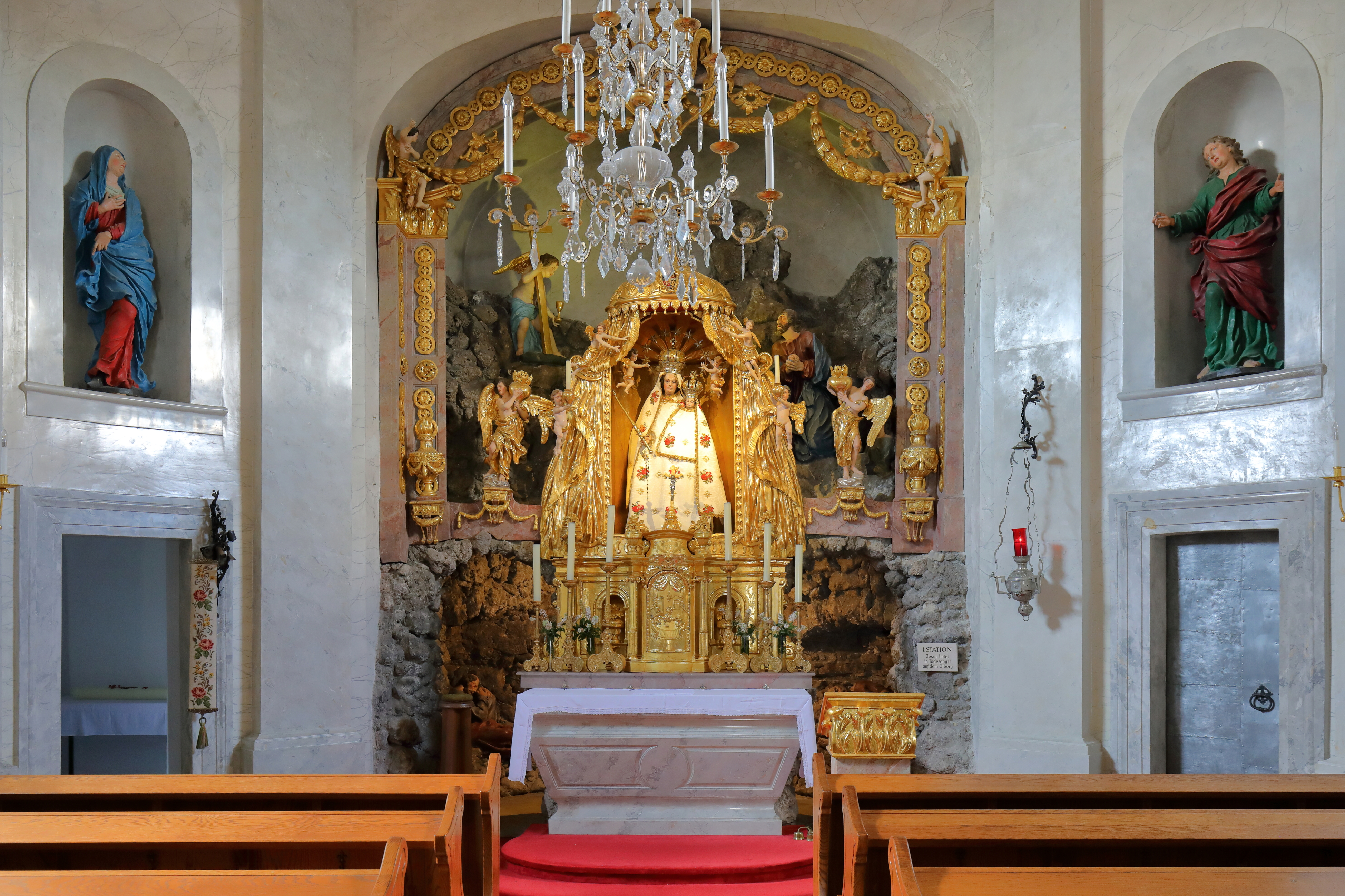
Genadekapel

Over een brede trap met aan weerszijden beelden van engelen komt men bij de Genadekapel. Het genadebeeld van Maria werd in 1711 in een plechtige processie naar de kapel gevoerd en daar voor de nis van het altaar geplaatst. Hiermee wordt de eerste statie van de kruisweg (Jezus in de Hof van Gethsemane) die zich in deze nis bevindt grotendeels aan het oog onttrokken. Het houten genadebeeld is een kopie van het Mariabeeld van Einsiedeln, Zwitserland. Achter het altaar van de Genadekapel begint de kruisweg.

## Calvarieberg
In 1701 werd bij de nog te bouwen kerk een grote calvarieberg aangelegd. Trappen en gangen van tufsteen voeren langs 10 kapellen, 18 altaren, talrijke grotten en nissen en zelfs een Heilige Trap. Te bezichtigen zijn meer dan 300 houten en stenen barokke beelden, verdeeld over 33 staties.